# Gergely Siklósi
Gergely Siklósi (* 4. September 1997 in Tapolca) ist ein ungarischer Degenfechter.

## Erfolge
Gergely Siklósi sicherte sich 2017 bei der Universiade seine erste internationale Medaille mit Silber im Mannschaftswettbewerb. Ihm gelang der endgültige internationale Durchbruch im Jahr 2019: bei den Europameisterschaften in Düsseldorf gewann er zunächst in der Mannschaftskonkurrenz die Bronzemedaille. Bei der darauffolgenden Weltmeisterschaft in Budapest wurde er im Einzel Weltmeister.
Im April 2021 war Siklósi, der bei den Ungarische Streitkräften dient, bei einer Impfkampagne während der COVID-19-Pandemie in Ungarn  zusammen mit András Rédli an einem Budapester Krankenhaus tätig. Bei den Olympischen Sommerspielen 2020 in Tokio wenige Monate später gewann er Silber im Einzelwettkampf mit dem Degen. Dafür wurde ihm das Ritterkreuz des Ungarischen Verdienstordens verliehen.
Bei den Olympischen Spielen 2024 in Paris startete Siklósi im Einzel an Position zwei ins Turnier und schied im Achtelfinale gegen den Belgier Neisser Loyola mit 13:14 aus. Deutlich mehr Erfolg hatte er im anschließenden Mannschaftswettbewerb. In diesem erreichte er gemeinsam mit Tibor Andrásfi, Máté Tamás Koch und Dávid Nagy das Finale, nachdem in der ersten Runde Kasachstan und im anschließenden Halbfinale Frankreich jeweils mit 45:30 bezwungen wurden. Dort trafen die Ungarn auf die Équipe Japans, die sie knapp mit 26:25 ebenfalls besiegten und damit Olympiasieger wurden.